# Saison 2018-2019 des Bulls de Chicago
La saison 2018-2019 des Bulls de Chicago est la 53e saison de la franchise en National Basketball Association (NBA).

## Draft
| Tour | Choix | Joueur             | Poste | Nationalité | Provenance             |
| ---- | ----- | ------------------ | ----- | ----------- | ---------------------- |
| 1    | 7     | Wendell Carter     | C     | États-Unis  | Blue Devils de Duke    |
| 1    | 22    | Chandler Hutchison | F     | États-Unis  | Broncos de Boise State |

## Matchs

### Summer League
| Summer League Total: 2-3 |

| Match | Date match | Équipe      | Score    | Meilleur marqueur     | Meilleur rebondeur      | Meilleur passeur           | Lieux Spectateurs    | Série |
| ----- | ---------- | ----------- | -------- | --------------------- | ----------------------- | -------------------------- | -------------------- | ----- |
| 1     | 7 juillet  | Cleveland   | V 86-81  | Antonio Blakeney (25) | Wendell Carter (9)      | Antonio Blakeney (4)       | Thomas & Mack Center | 1 - 0 |
| 2     | 8 juillet  | L.A. Lakers | D 60-69  | Matt Williams (12)    | Ryan Arcidiacono (9)    | Arcidiacono, Trimble (3)   | Thomas & Mack Center | 1 - 1 |
| 3     | 10 juillet | Atlanta     | D 93-101 | Blakeney, Carter (23) | Wendell Carter (6)      | Chandler Hutchison (8)     | Cox Pavilion         | 1 - 2 |
| 4     | 11 juillet | Dallas      | V 95-83  | Antonio Blakeney (25) | Chandler Hutchison (11) | Ryan Arcidiacono (7)       | Thomas & Mack Center | 2 - 2 |
| 5     | 14 juillet | Détroit     | D 66-72  | Antonio Blakeney (24) | Wendell Carter (16)     | Arcidiacono, Hutchison (3) | Cox Pavilion         | 2 - 3 |

### Pré-saison
| Pré-saison Total: 2-3 (Domicile : 2-1 ; Extérieur : 0-2) |

| Match | Date match   | Équipe              | Score     | Meilleur marqueur              | Meilleur rebondeur         | Meilleur passeur     | Lieux Spectateurs | Série |
| ----- | ------------ | ------------------- | --------- | ------------------------------ | -------------------------- | -------------------- | ----------------- | ----- |
| 1     | 30 septembre | La Nouvelle-Orléans | V 128-116 | Blakeney, LaVine & Portis (21) | Dunn, Parker (8)           | Cameron Payne (7)    | United Center     | 1 - 0 |
| 2     | 3 octobre    | @ Milwaukee         | D 82-116  | Bobby Portis (17)              | Antonio Blakeney (8)       | Antonio Blakeney (6) | Fiserv Forum      | 1 - 1 |
| 3     | 8 octobre    | @ Charlotte         | D 104-110 | Zach LaVine (26)               | Jabari Parker (11)         | Wendell Carter (5)   | Spectrum Center   | 1 - 2 |
| 4     | 10 octobre   | Indiana             | V 104-89  | LaVine & Holiday (22)          | Portis, Parker & Payne (6) | Kris Dunn (7)        | United Center     | 2 - 2 |
| 5     | 12 octobre   | Denver              | D 93-98   | Jabari Parker (19)             | Wendell Carter (9)         | Antonio Blakeney (5) | United Center     | 2 - 3 |

### Saison régulière
| Saison régulière Total: 22-60 (Domicile : 9-32 ; Extérieur : 13-28) |

| Match | Date match | Équipe         | Score          | Meilleur marqueur     | Meilleur rebondeur     | Meilleur passeur        | Lieux                    | Série |
| ----- | ---------- | -------------- | -------------- | --------------------- | ---------------------- | ----------------------- | ------------------------ | ----- |
| 1     | 18 octobre | @ Philadelphie | D 108-127      | Zach LaVine (30)      | Bobby Portis (11)      | Ryan Arcidiacono (8)    | Wells Fargo Center       | 0 - 1 |
| 2     | 20 octobre | Détroit        | D 116-118      | Zach LaVine (33)      | Bobby Portis (14)      | Ryan Arcidiacono (7)    | United Center            | 0 - 2 |
| 3     | 22 octobre | @ Dallas       | D 109-115      | Zach LaVine (34)      | Wendell Carter Jr. (9) | Kris Dunn (7)           | American Airlines Center | 0 - 3 |
| 4     | 24 octobre | Charlotte      | V 112-110      | Zach LaVine (32)      | Jabari Parker (9)      | Zach LaVine (5)         | United Center            | 1 - 3 |
| 5     | 26 octobre | @ Charlotte    | D 106-135      | Zach LaVine (20)      | Felício, Hutchison (7) | Arcidiacono, LaVine (4) | Spectrum Center          | 1 - 4 |
| 6     | 27 octobre | @ Atlanta      | V 97-85        | Zach LaVine (27)      | Zach LaVine (11)       | Ryan Arcidiacono (7)    | State Farm Arena         | 2 - 4 |
| 7     | 29 octobre | Golden State   | D 124-149      | Blakeney, LaVine (21) | Jabari Parker (9)      | Jabari Parker (6)       | United Center            | 2 - 5 |
| 8     | 31 octobre | Denver         | D 107-108 (OT) | Zach LaVine (28)      | Jabari Parker (9)      | Arcidiacono, LaVine (7) | United Center            | 2 - 6 |

| Match | Date match  | Équipe                | Score           | Meilleur marqueur       | Meilleur rebondeur      | Meilleur passeur        | Lieux                 | Série  |
| ----- | ----------- | --------------------- | --------------- | ----------------------- | ----------------------- | ----------------------- | --------------------- | ------ |
| 9     | 2 novembre  | Indiana               | D 105-107       | Antonio Blakeney (22)   | Cristiano Felício (9)   | Cameron Payne (8)       | United Center         | 2 - 7  |
| 10    | 3 novembre  | Houston               | D 88-96         | Zach LaVine (21)        | Wendell Carter Jr. (13) | Arcidiacono, LaVine (4) | United Center         | 2 - 8  |
| 11    | 5 novembre  | @ New York            | V 116-115 (2OT) | Zach LaVine (41)        | Wendell Carter Jr. (13) | Zach LaVine (4)         | Madison Square Garden | 3 - 8  |
| 12    | 7 novembre  | @ La Nouvelle-Orléans | D 98-107        | Zach LaVine (22)        | Jabari Parker (13)      | Zach LaVine (4)         | Smoothie King Center  | 3 - 9  |
| 13    | 10 novembre | Cleveland             | V 99-98         | Zach LaVine (24)        | Zach LaVine (8)         | Zach LaVine (5)         | United Center         | 4 - 9  |
| 14    | 12 novembre | Dallas                | D 98-103        | Zach LaVine (26)        | Wendell Carter Jr. (10) | Ryan Arcidiacono (6)    | United Center         | 4 - 10 |
| 15    | 14 novembre | @ Boston              | D 82-111        | Shaquille Harrison (16) | Zach LaVine (9)         | Holiday, LaVine (4)     | TD Garden             | 4 - 11 |
| 16    | 16 novembre | @ Milwaukee           | D 104-123       | Jabari Parker (21)      | Jabari Parker (8)       | Trois joueurs (4)       | Fiserv Forum          | 4 - 12 |
| 17    | 17 novembre | Toronto               | D 83-122        | Antonio Blakeney (13)   | Jabari Parker (6)       | Shaquille Harrison (6)  | United Center         | 4 - 13 |
| 18    | 21 novembre | Phoenix               | V 124-116       | Zach LaVine (29)        | Jabari Parker (13)      | Jabari Parker (8)       | United Center         | 5 - 13 |
| 19    | 23 novembre | Miami                 | D 96-103        | Justin Holiday (27)     | Justin Holiday (13)     | Zach LaVine (9)         | United Center         | 5 - 14 |
| 20    | 24 novembre | @ Minnesota           | D 96-111        | Zach LaVine (28)        | Justin Holiday (11)     | Justin Holiday (5)      | Target Center         | 5 - 15 |
| 21    | 26 novembre | San Antonio           | D 107-108       | Zach LaVine (28)        | Jabari Parker (10)      | Zach LaVine (7)         | United Center         | 5 - 16 |
| 22    | 28 novembre | @ Milwaukee           | D 113-116       | LaVine, Parker (24)     | Jabari Parker (9)       | Jabari Parker (7)       | Fiserv Forum          | 5 - 17 |
| 23    | 30 novembre | @ Détroit             | D 88-107        | Wendell Carter Jr. (28) | Wendell Carter Jr. (7)  | Zach LaVine (9)         | Little Caesars Arena  | 5 - 18 |

| Match | Date match   | Équipe          | Score     | Meilleur marqueur       | Meilleur rebondeur      | Meilleur passeur        | Lieux                   | Série   |
| ----- | ------------ | --------------- | --------- | ----------------------- | ----------------------- | ----------------------- | ----------------------- | ------- |
| 24    | 1er décembre | @ Houston       | D 105-121 | Zach LaVine (29)        | Jabari Parker (12)      | Cameron Payne (6)       | Toyota Center           | 5 - 19  |
| 25    | 4 décembre   | @ Indiana       | D 90-96   | Lauri Markkanen (21)    | Wendell Carter Jr. (13) | Zach LaVine (9)         | Bankers Life Fieldhouse | 5 - 20  |
| 26    | 7 décembre   | Oklahoma City   | V 114-112 | Zach LaVine (25)        | Markkanen, Parker (7)   | Zach LaVine (7)         | United Center           | 6 - 20  |
| 27    | 8 décembre   | Boston          | D 77-133  | Shaquille Harrison (20) | Cristiano Felício (7)   | Trois joueurs           | United Center           | 6 - 21  |
| 28    | 10 décembre  | Sacramento      | D 89-108  | Zach LaVine (19)        | Carter, Parker (8)      | Kris Dunn (6)           | United Center           | 6 - 22  |
| 29    | 13 décembre  | @ Orlando       | D 91-97   | Zach LaVine (23)        | Bobby Portis (7)        | Arcidiacono, LaVine (5) | Arena Ciudad de México  | 6 - 23  |
| 30    | 15 décembre  | @ San Antonio   | V 98-93   | Kris Dunn (24)          | Trois joueurs (7)       | Ryan Arcidiacono (6)    | AT&T Center             | 7 - 23  |
| 31    | 17 décembre  | @ Oklahoma City | D 96-123  | Markkanen, Portis (16)  | Lauri Markkanen (15)    | Kris Dunn (7)           | Chesapeake Energy Arena | 7 - 24  |
| 32    | 19 décembre  | Brooklyn        | D 93-96   | Kris Dunn (24)          | Bobby Portis (11)       | Kris Dunn (6)           | United Center           | 7 - 25  |
| 33    | 21 décembre  | Orlando         | V 90-80   | Lauri Markkanen (32)    | Justin Holiday (10)     | Ryan Arcidiacono (8)    | United Center           | 8 - 25  |
| 34    | 23 décembre  | @ Cleveland     | V 112-92  | Lauri Markkanen (31)    | Kris Dunn (8)           | Ryan Arcidiacono (8)    | Quicken Loans Arena     | 9 - 25  |
| 35    | 26 décembre  | Minnesota       | D 94-119  | Zach LaVine (28)        | Carter, Lopez (9)       | Kris Dunn (7)           | United Center           | 9 - 26  |
| 36    | 28 décembre  | @ Washington    | V 101-92  | Zach LaVine (24)        | Lauri Markkanen (14)    | Kris Dunn (8)           | Capital One Arena       | 10 - 26 |
| 37    | 30 décembre  | @ Toronto       | D 89-95   | Lauri Markkanen (18)    | Wendell Carter Jr. (11) | Kris Dunn (8)           | Scotiabank Arena        | 10 - 27 |

| Match | Date match | Équipe         | Score          | Meilleur marqueur       | Meilleur rebondeur      | Meilleur passeur | Lieux                   | Série   |
| ----- | ---------- | -------------- | -------------- | ----------------------- | ----------------------- | ---------------- | ----------------------- | ------- |
| 38    | 2 janvier  | Orlando        | D 84-112       | Zach LaVine (16)        | Lauri Markkanen (6)     | Kris Dunn (4)    | United Center           | 10 - 28 |
| 39    | 4 janvier  | Indiana        | D 116-119 (OT) | Zach LaVine (31)        | Lauri Markkanen (9)     | Kris Dunn (17)   | United Center           | 10 - 29 |
| 40    | 6 janvier  | Brooklyn       | D 100-117      | Zach LaVine (27)        | Carter, Harrison (8)    | Kris Dunn (7)    | United Center           | 10 - 30 |
| 41    | 9 janvier  | @ Portland     | D 112-124      | Wendell Carter Jr. (22) | Chandler Hutchison (8)  | Kris Dunn (7)    | Moda Center             | 10 - 31 |
| 42    | 11 janvier | @ Golden State | D 109-146      | Zach LaVine (29)        | Chandler Hutchison (6)  | Kris Dunn (5)    | Oracle Arena            | 10 - 32 |
| 43    | 12 janvier | @ Utah         | D 102-110      | Zach LaVine (21)        | Wendell Carter Jr. (9)  | Kris Dunn (8)    | Vivint Smart Home Arena | 10 - 33 |
| 44    | 15 janvier | @ L.A. Lakers  | D 100-107      | Jabari Parker (18)      | Wendell Carter Jr. (10) | Zach LaVine (8)  | Staples Center          | 10 - 34 |
| 45    | 17 janvier | @ Denver       | D 105-135      | Lauri Markkanen (27)    | Bobby Portis (13)       | Zach LaVine (6)  | Pepsi Center            | 10 - 35 |
| 46    | 19 janvier | Miami          | D 103-117      | Zach LaVine (22)        | Lauri Markkanen (9)     | Zach LaVine (6)  | United Center           | 10 - 36 |
| 47    | 21 janvier | @ Cleveland    | V 104-88       | Zach LaVine (25)        | Hutchison, Lopez (9)    | Kris Dunn (9)    | Quicken Loans Arena     | 11 - 36 |
| 48    | 23 janvier | Atlanta        | D 101-121      | Zach LaVine (23)        | Hutchison, Portis (7)   | Zach LaVine (4)  | United Center           | 11 - 37 |
| 49    | 25 janvier | L.A. Clippers  | D 101-106      | Zach LaVine (29)        | Bobby Portis (9)        | Kris Dunn (10)   | United Center           | 11 - 38 |
| 50    | 27 janvier | Cleveland      | D 101-104      | Lauri Markkanen (21)    | Lauri Markkanen (15)    | Kris Dunn (7)    | United Center           | 11 - 39 |
| 51    | 29 janvier | @ Brooklyn     | D 117-122      | Zach LaVine (26)        | Lauri Markkanen (19)    | Zach LaVine (5)  | Barclays Center         | 11 - 40 |
| 52    | 30 janvier | @ Miami        | V 105-89       | Bobby Portis (26)       | Lauri Markkanen (13)    | Dunn, Selden (8) | American Airlines Arena | 12 - 40 |

| Match                  | Date match | Équipe              | Score     | Meilleur marqueur     | Meilleur rebondeur     | Meilleur passeur      | Lieux           | Série   |
| ---------------------- | ---------- | ------------------- | --------- | --------------------- | ---------------------- | --------------------- | --------------- | ------- |
| 53                     | 2 février  | @ Charlotte         | D 118-125 | Bobby Portis (33)     | Markkanen, Portis (9)  | Ryan Arcidiacono (6)  | Spectrum Center | 12 - 41 |
| 54                     | 6 février  | La Nouvelle-Orléans | D 120-125 | Lauri Markkanen (30)  | Lauri Markkanen (10)   | Kris Dunn (8)         | United Center   | 12 - 42 |
| 55                     | 8 février  | @ Brooklyn          | V 125-106 | Lauri Markkanen (31)  | Lauri Markkanen (18)   | Kris Dunn (9)         | Barclays Center | 13 - 42 |
| 56                     | 9 février  | Washington          | D 125-134 | Zach LaVine (26)      | Lauri Markkanen (11)   | Kris Dunn (8)         | United Center   | 13 - 43 |
| 57                     | 11 février | Milwaukee           | D 99-112  | Zach LaVine (27)      | Lauri Markkanen (17)   | Zach LaVine (7)       | United Center   | 13 - 44 |
| 58                     | 13 février | Memphis             | V 122-110 | Otto Porter (37)      | Markkanen, Porter (10) | Ryan Arcidiacono (11) | United Center   | 14 - 44 |
| NBA All-Star Game 2019 |            |                     |           |                       |                        |                       |                 |         |
| 59                     | 22 février | @ Orlando           | V 110-109 | Lauri Markkanen (25)  | Lauri Markkanen (11)   | Zach LaVine (6)       | Amway Center    | 15 - 44 |
| 60                     | 23 février | Boston              | V 126-116 | Zach LaVine (42)      | Lauri Markkanen (15)   | Kris Dunn (5)         | United Center   | 16 - 44 |
| 61                     | 25 février | Milwaukee           | D 106-117 | Lopez, Markkanen (26) | Lauri Markkanen (12)   | Zach LaVine (9)       | United Center   | 16 - 45 |
| 62                     | 27 février | @ Memphis           | V 109-107 | Zach LaVine (30)      | Lauri Markkanen (10)   | Dunn, LaVine (4)      | FedExForum      | 17 - 45 |

| Match | Date match | Équipe          | Score          | Meilleur marqueur       | Meilleur rebondeur           | Meilleur passeur       | Lieux                      | Série   |
| ----- | ---------- | --------------- | -------------- | ----------------------- | ---------------------------- | ---------------------- | -------------------------- | ------- |
| 63    | 1er mars   | @ Atlanta       | V 168-161(4OT) | Zach LaVine (47)        | Lauri Markkanen (17)         | Zach LaVine (9)        | State Farm Arena           | 18 - 45 |
| 64    | 3 mars     | Atlanta         | D 118-123      | Lauri Markkanen (19)    | Lauri Markkanen (9)          | Kris Dunn (6)          | United Center              | 18 - 46 |
| 65    | 5 mars     | @ Indiana       | D 96-105       | Zach LaVine (27)        | Lauri Markkanen (13)         | Kris Dunn (5)          | Bankers Life Fieldhouse    | 18 - 47 |
| 66    | 6 mars     | Philadelphie    | V 108-107      | Zach LaVine (39)        | Lopez, Porter (9)            | Dunn, LaVine (4)       | United Center              | 19 - 47 |
| 67    | 8 mars     | Détroit         | D 104-112      | Zach LaVine (24)        | Kris Dunn (7)                | Otto Porter (8)        | United Center              | 19 - 48 |
| 68    | 10 mars    | @ Détroit       | D 108-131      | Wayne Selden Jr. (18)   | Cristiano Felício (7)        | Shaquille Harrison (7) | Little Caesars Arena       | 19 - 49 |
| 69    | 12 mars    | L.A. Lakers     | D 107-123      | Robin Lopez (20)        | Otto Porter (9)              | Kris Dunn (9)          | United Center              | 19 - 50 |
| 70    | 15 mars    | @ L.A. Clippers | D 121-128      | Zach LaVine (31)        | Lopez, Markkanen (8)         | Zach LaVine (7)        | Staples Center             | 19 - 51 |
| 71    | 17 mars    | @ Sacramento    | D 102-129      | Zach LaVine (18)        | Cristiano Felício (10)       | Shaquille Harrison (7) | Golden 1 Center            | 19 - 52 |
| 72    | 18 mars    | @ Phoenix       | V 116-101      | Robin Lopez (24)        | Lauri Markkanen (9)          | Zach LaVine (7)        | Talking Stick Resort Arena | 20 - 52 |
| 73    | 20 mars    | Washington      | V 126-120      | Lauri Markkanen (32)    | Lauri Markkanen (13)         | Kris Dunn (13)         | United Center              | 21 - 52 |
| 74    | 23 mars    | Utah            | D 83-114       | Lauri Markkanen (18)    | Lauri Markkanen (10)         | Kris Dunn (5)          | United Center              | 21 - 53 |
| 75    | 26 mars    | @ Toronto       | D 103-112      | Wayne Selden Jr. (20)   | Lauri Markkanen (9)          | Shaquille Harrison (5) | Scotiabank Arena           | 21 - 54 |
| 76    | 27 mars    | Portland        | D 98-118       | Shaquille Harrison (21) | Wayne Selden Jr. (12)        | Trois joueurs (4)      | United Center              | 21 - 55 |
| 77    | 30 mars    | Toronto         | D 101-124      | Walt Lemon Jr. (19)     | Timothé Luwawu-Cabarrot (10) | Walt Lemon Jr. (6)     | United Center              | 21 - 56 |

| Match | Date match | Équipe         | Score     | Meilleur marqueur     | Meilleur rebondeur      | Meilleur passeur     | Lieux                 | Série   |
| ----- | ---------- | -------------- | --------- | --------------------- | ----------------------- | -------------------- | --------------------- | ------- |
| 78    | 1er avril  | @ New York     | D 105-113 | Robin Lopez (29)      | Shaquille Harrison (10) | Harrison, Lemon (5)  | Madison Square Garden | 21 - 57 |
| 79    | 3 avril    | @ Washington   | V 115-114 | Walt Lemon Jr. (24)   | JaKarr Sampson (9)      | Walt Lemon Jr. (8)   | Capital One Arena     | 22 - 57 |
| 80    | 6 avril    | Philadelphie   | D 96-116  | JaKarr Sampson (29)   | Lemon, Sampson (8)      | Walt Lemon Jr. (5)   | United Center         | 22 - 58 |
| 81    | 9 avril    | New York       | D 86-96   | Ryan Arcidiacono (14) | Felício, Sampson (8)    | Trois joueurs (3)    | United Center         | 22 - 59 |
| 82    | 10 avril   | @ Philadelphie | D 109-125 | Walt Lemon Jr. (20)   | Wayne Selden Jr. (8)    | Ryan Arcidiacono (3) | Wells Fargo Center    | 22 - 60 |

### Confrontations en saison régulière
| Conférence Est      | Conférence Est                              | Conférence Est                              | Conférence Est                              | Conférence Est                              | Conférence Ouest                            | Conférence Ouest                            | Conférence Ouest                            |
| Division Atlantique | Division Atlantique                         | Division Atlantique                         | Division Atlantique                         | Division Atlantique                         | Division Nord-Ouest                         | Division Nord-Ouest                         | Division Nord-Ouest                         |
| Équipe              | Domicile                                    | Domicile                                    | Extérieur                                   | Extérieur                                   | Équipe                                      | Domicile                                    | Extérieur                                   |
| ------------------- | ------------------------------------------- | ------------------------------------------- | ------------------------------------------- | ------------------------------------------- | ------------------------------------------- | ------------------------------------------- | ------------------------------------------- |
| Boston              | 77-133                                      | 126-116                                     | 82-111                                      |                                             | Denver                                      | 107-108 (OT)                                | 105-135                                     |
| Brooklyn            | 93-96                                       | 100-117                                     | 117-122                                     | 125-106                                     | Minnesota                                   | 94-119                                      | 96-111                                      |
| New York            | 86-96                                       |                                             | 116-115 (2OT)                               | 105-113                                     | Oklahoma City                               | 114-112                                     | 96-121                                      |
| Philadelphie        | 108-107                                     | 96-116                                      | 108-127                                     | 109-125                                     | Portland                                    | 98-118                                      | 112-124                                     |
| Toronto             | 83-122                                      | 101-124                                     | 89-95                                       | 103-112                                     | Utah                                        | 83-114                                      | 102-110                                     |
|                     | 2–7                                         | 2–7                                         | 2–7                                         | 2–7                                         |                                             | 1–4                                         | 0–5                                         |
| Division            | 4–14                                        | 4–14                                        | 4–14                                        | 4–14                                        | Division                                    | 1–9                                         | 1–9                                         |
| Division Centrale   | Division Centrale                           | Division Centrale                           | Division Centrale                           | Division Centrale                           | Division Pacifique                          | Division Pacifique                          | Division Pacifique                          |
| Équipe              | Domicile                                    | Domicile                                    | Extérieur                                   | Extérieur                                   | Équipe                                      | Domicile                                    | Extérieur                                   |
|                     |                                             |                                             |                                             |                                             | Golden State                                | 124-149                                     | 109-146                                     |
| Cleveland           | 99-98                                       | 101-104                                     | 112-92                                      | 104-88                                      | L.A. Clippers                               | 101-106                                     | 121-128                                     |
| Detroit             | 116-118                                     | 104-112                                     | 88-107                                      | 108-131                                     | L.A. Lakers                                 | 107-123                                     | 100-107                                     |
| Indiana             | 105-107                                     | 116-119 (OT)                                | 90-96                                       | 96-105                                      | Phoenix                                     | 124-116                                     | 116-101                                     |
| Milwaukee           | 99-112                                      | 106-117                                     | 104-123                                     | 113-116                                     | Sacramento                                  | 89-108                                      | 102-129                                     |
|                     | 1–7                                         | 1–7                                         | 2–6                                         | 2–6                                         |                                             | 1–4                                         | 1–4                                         |
| Division            | 3–13                                        | 3–13                                        | 3–13                                        | 3–13                                        | Division                                    | 2–8                                         | 2–8                                         |
| Division Sud-Est    | Division Sud-Est                            | Division Sud-Est                            | Division Sud-Est                            | Division Sud-Est                            | Division Sud-Ouest                          | Division Sud-Ouest                          | Division Sud-Ouest                          |
| Équipe              | Domicile                                    | Domicile                                    | Extérieur                                   | Extérieur                                   | Équipe                                      | Domicile                                    | Extérieur                                   |
| Atlanta             | 101-121                                     | 118-123                                     | 97-85                                       | 168-161 (4OT)                               | Dallas                                      | 98-103                                      | 109-115                                     |
| Charlotte           | 112-110                                     |                                             | 106-135                                     | 118-125                                     | Houston                                     | 88-96                                       | 105-121                                     |
| Miami               | 96-103                                      | 103-117                                     | 105-89                                      |                                             | Memphis                                     | 122-110                                     | 109-107                                     |
| Orlando             | 90-80                                       | 84-112                                      | 91-97                                       | 110-109                                     | La Nouvelle-Orléans                         | 120-125                                     | 98-107                                      |
| Washington          | 125-134                                     | 126-120                                     | 101-92                                      | 115-114                                     | San Antonio                                 | 107-108                                     | 98-93                                       |
|                     | 3–6                                         | 3–6                                         | 6–3                                         | 6–3                                         |                                             | 1–4                                         | 2–3                                         |
| Division            | 9–9                                         | 9–9                                         | 9–9                                         | 9–9                                         | Division                                    | 3–7                                         | 3–7                                         |
| Conférence          | 16–36 (Domicile : 6–20 ; Extérieur : 10–16) | 16–36 (Domicile : 6–20 ; Extérieur : 10–16) | 16–36 (Domicile : 6–20 ; Extérieur : 10–16) | 16–36 (Domicile : 6–20 ; Extérieur : 10–16) | Conférence                                  | 6–24 (Domicile : 3–12 ; Extérieur : 3–12)   | 6–24 (Domicile : 3–12 ; Extérieur : 3–12)   |
| Total               | 22–60 (Domicile : 9–32 ; Extérieur : 13–28) | 22–60 (Domicile : 9–32 ; Extérieur : 13–28) | 22–60 (Domicile : 9–32 ; Extérieur : 13–28) | 22–60 (Domicile : 9–32 ; Extérieur : 13–28) | 22–60 (Domicile : 9–32 ; Extérieur : 13–28) | 22–60 (Domicile : 9–32 ; Extérieur : 13–28) | 22–60 (Domicile : 9–32 ; Extérieur : 13–28) |

## Classements de la saison régulière
| Conférence Est | Conférence Est         | Conférence Est | Conférence Est | Conférence Est | Conférence Est | Conférence Est | Conférence Est |
| No             | Franchise              | Vic.           | Déf.           | MJ             | V/D            | GB             |                |
| -------------- | ---------------------- | -------------- | -------------- | -------------- | -------------- | -------------- | -------------- |
| 1              | Bucks de Milwaukee     | 60             | 22             | 82             | .732           | –              |                |
| 2              | Raptors de Toronto     | 58             | 24             | 82             | .707           | 2              |                |
| 3              | 76ers de Philadelphie  | 51             | 31             | 82             | .622           | 9              |                |
| 4              | Celtics de Boston      | 49             | 33             | 82             | .598           | 11             |                |
| 5              | Pacers de l'Indiana    | 48             | 34             | 82             | .585           | 12             |                |
| 6              | Nets de Brooklyn       | 42             | 40             | 82             | .512           | 18             |                |
| 7              | Magic d'Orlando        | 42             | 40             | 82             | .512           | 18             |                |
| 8              | Pistons de Détroit     | 41             | 41             | 82             | .500           | 19             |                |
|                |                        |                |                |                |                |                |                |
| 9              | Hornets de Charlotte   | 39             | 43             | 82             | .476           | 21             |                |
| 10             | Heat de Miami          | 39             | 43             | 82             | .476           | 21             |                |
| 11             | Wizards de Washington  | 32             | 50             | 82             | .390           | 28             |                |
| 12             | Hawks d'Atlanta        | 29             | 53             | 82             | .354           | 31             |                |
| 13             | Bulls de Chicago       | 22             | 60             | 82             | .268           | 38             |                |
| 14             | Cavaliers de Cleveland | 19             | 63             | 82             | .232           | 41             |                |
| 15             | Knicks de New York     | 17             | 65             | 82             | .207           | 43             |                |

| Division Centrale           | V  | D  | MJ | V/D  | GB | Dom   | Ext   | Div  |
| --------------------------- | -- | -- | -- | ---- | -- | ----- | ----- | ---- |
| Bucks de Milwaukee (1)      | 60 | 22 | 82 | .732 | –  | 33–8  | 27–14 | 14–2 |
| Pacers de l'Indiana (5)     | 48 | 34 | 82 | .585 | 12 | 29–12 | 19–22 | 11–5 |
| Pistons de Détroit (8)      | 41 | 41 | 82 | .500 | 19 | 26–15 | 15–26 | 8–8  |
| Bulls de Chicago (13)       | 22 | 60 | 82 | .268 | 38 | 9–32  | 13–28 | 3–13 |
| Cavaliers de Cleveland (14) | 19 | 63 | 82 | .232 | 41 | 13–28 | 6–35  | 4–12 |

## Effectif
| Bulls de Chicago Effectif en fin de saison régulière           |    |                        |                          |                |
| Entraîneur : Jim Boylen                                        |    |                        |                          |                |
| Meneur / Arrière                                               | 20 | Drapeau des États-Unis | Rawle Alkins (R) (TW)    | Arizona        |
| Meneur / Arrière                                               | 51 | Drapeau des États-Unis | Ryan Arcidiacono         | Villanova      |
| Arrière                                                        | 9  | Drapeau des États-Unis | Antonio Blakeney         | LSU            |
| Ailier fort / Pivot                                            | 34 | Drapeau des États-Unis | Wendell Carter Jr. (R)   | Duke           |
| Meneur                                                         | 32 | Drapeau des États-Unis | Kris Dunn                | Providence     |
| Ailier fort / Pivot                                            | 6  | Drapeau du Brésil      | Cristiano Felício        | Flamengo       |
| Meneur                                                         | 3  | Drapeau des États-Unis | Shaquille Harrison       | Tulsa          |
| Ailier                                                         | 15 | Drapeau des États-Unis | Chandler Hutchison (R)   | Boise State    |
| Arrière                                                        | 8  | Drapeau des États-Unis | Zach LaVine              | UCLA           |
| Arrière                                                        | 25 | Drapeau des États-Unis | Walt Lemon Jr.           | Bradley        |
| Pivot                                                          | 42 | Drapeau des États-Unis | Robin Lopez              | Stanford       |
| Arrière / Ailier                                               | 7  | Drapeau de la France   | Timothé Luwawu-Cabarrot  | KK Mega Leks   |
| Ailier fort                                                    | 24 | Drapeau de la Finlande | Lauri Markkanen          | Arizona        |
| Ailier                                                         | 22 | Drapeau des États-Unis | Otto Porter              | Georgetown     |
| Arrière                                                        | 44 | Drapeau des États-Unis | Brandon Sampson (R) (TW) | LSU            |
| Arrière / Ailier                                               | 14 | Drapeau des États-Unis | Wayne Selden Jr.         | Kansas         |
| Arrière / Ailier                                               | 45 | Drapeau des États-Unis | Denzel Valentine         | Michigan State |
| (C) - Capitaine, (R) - Rookie, (TW) - Two-way contract, Blessé |    |                        |                          |                |

## Transactions

### Échanges
| 7 juillet 2018   | A Bulls de ChicagoJulyan Stone (De Charlotte)                                                              | A Hornets de CharlotteBismack Biyombo (D'Orlando) Second tour de draft 2019 (D'Orlando) Second tour de draft 2020 (D'Orlando) |
| 7 juillet 2018   | A Magic d'OrlandoJerian Grant (De Chicago) Timofeï Mozgov (De Charlotte)                                   | |
| 3 janvier 2019   | A Bulls de ChicagoMarShon Brooks Wayne Selden Jr. Second tour de draft 2019 Second tour de draft 2020      | A Grizzlies de MemphisJustin Holiday                                                                                          |
| 7 janvier 2019   | A Bulls de ChicagoMichael Carter-Williams Compensation financière de 1 065 966 $                           | A Rockets de HoustonSecond tour de draft protégé 2020 (de Memphis)                                                            |
| 22 janvier 2019  | A Bulls de ChicagoCarmelo Anthony Droits sur Jon Diebler (2011 #51) Compensation financière de 1 566 570 $ | A Rockets de HoustonDroits sur Tadija Dragićević (2008 #53)                                                                   |
| 1er février 2019 | A Bulls de ChicagoTimothé Luwawu-Cabarrot Compensation financière de 2 610 464 $                           | A Thunder d'Oklahoma CitySecond tour de draft 2020 (protégé)                                                                  |
| 6 février 2019   | A Bulls de ChicagoOtto Porter                                                                              | A Wizards de WashingtonJabari Parker Bobby Portis Second tour de draft 2023 (protégé)                                         |

### Options dans les contrats
| Date       | Joueur           | Option                                                                      |
| ---------- | ---------------- | --------------------------------------------------------------------------- |
| 30/10/2018 | Kris Dunn        | Chicago active son option d'équipe de 5 348 007 $ pour la saison 2019-2020. |
| 30/10/2018 | Lauri Markkanen  | Chicago active son option d'équipe de 5 300 400 $ pour la saison 2019-2020. |
| 30/10/2018 | Denzel Valentine | Chicago active son option d'équipe de 3 377 569 $ pour la saison 2019-2020. |

### Changement d’entraîneur
| Date       | Ancien entraîneur | Raison départ | Date de signature | Nouvel entraîneur | Provenance       |
| ---------- | ----------------- | ------------- | ----------------- | ----------------- | ---------------- |
| 03/12/2018 | Fred Hoiberg      | Licencié      | 04/12/2018        | Jim Boylen        | Bulls de Chicago |

### Arrivés

#### Draft
| Date       | Joueur             | Contrat                                   | Provenance                    |
| ---------- | ------------------ | ----------------------------------------- | ----------------------------- |
| 03/07/2018 | Wendell Carter     | Contrat rookie de 22 011 467 $ sur 4 ans. | Blue Devils de Duke (NCAA)    |
| 03/07/2018 | Chandler Hutchison | Contrat rookie de 10 786 789 $ sur 4 ans. | Broncos de Boise State (NCAA) |

#### Agents libres
| Date       | Joueur             | Contrat                                                                          | Provenance                         |
| ---------- | ------------------ | -------------------------------------------------------------------------------- | ---------------------------------- |
| 08/07/2018 | Zach LaVine        | Contrat de 78 000 000 $ sur 4 ans. (Chicago s'aligne sur l'offre de Sacramento). | Bulls de Chicago                   |
| 14/07/2018 | Jabari Parker      | Contrat de 40 000 000 $ sur 2 ans.                                               | Bucks de Milwaukee                 |
| 20/07/2018 | Antonio Blakeney   | Contrat de 4 922 903 $ sur 2 ans.                                                | Bulls de Chicago                   |
| 23/07/2018 | Antonius Cleveland | Contrat de 3 330 394 $ sur 2 ans. (Claimed off waivers)                          | Hawks d'Atlanta                    |
| 31/07/2018 | Ryan Arcidiacono   | Contrat partiellement garanti de 1 349 383 $ sur 1 an.                           | Bulls de Chicago                   |
| 21/10/2018 | Shaquille Harrison | Contrat partiellement garanti de 2 899 496 $ sur 2 ans.                          | Suns de Phoenix                    |
| 29/03/2019 | Walt Lemon Jr.     | Contrat partiellement garanti de 1 687 338 $ sur 2 ans.                          | Bulls de Windy City (NBA G-League) |

#### Two-way contract
| Date       | Joueur          | Provenance                                 |
| ---------- | --------------- | ------------------------------------------ |
| 25/07/2017 | Rawle Alkins    | Wildcats de l'Arizona (NCAA)               |
| 15/10/2017 | Tyler Ulis      | Warriors de Golden State                   |
| 27/12/2018 | Brandon Sampson | Vipers de Rio Grande Valley (NBA G-League) |

#### Contrats de 10 jours
| Date       | Joueur         | Contrat                           | Provenance                         |
| ---------- | -------------- | --------------------------------- | ---------------------------------- |
| 31/03/2019 | JaKarr Sampson | Contrat de 88 531 $ sur 10 jours. | Bulls de Windy City (NBA G-League) |

#### Camps d'entraînement
| Date       | Joueur         | Contrat                             | Provenance                  |
| ---------- | -------------- | ----------------------------------- | --------------------------- |
| 14/08/2018 | Derrick Walton | Contrat non garanti de 1 349 383 $. | Heat de Miami               |
| 17/09/2018 | JaKarr Sampson | Contrat non garanti de 1 567 007 $. | Kings de Sacramento         |
| 17/09/2018 | Kaiser Gates   | Contrat non garanti de 838,464 $.   | Musketeers de Xavier (NCAA) |

### Départs

#### Agents libres
| Date       | Joueur      | Nouvelle équipe        |
| ---------- | ----------- | ---------------------- |
| 01/07/2018 | David Nwaba | Cavaliers de Cleveland |
| 01/07/2018 | Noah Vonleh | Knicks de New York     |

#### Joueurs coupés
| Date       | Joueur                  | Nouvelle équipe           |
| ---------- | ----------------------- | ------------------------- |
| 12/07/2018 | Sean Kilpatrick         | Panathinaïkos             |
| 12/07/2018 | Paul Zipser             | CB Miraflores             |
| 14/07/2018 | Julyan Stone            | Reyer Venise Mestre       |
| 21/10/2018 | Ömer Aşık               |                           |
| 27/12/2018 | Tyler Ulis              |                           |
| 03/01/2019 | Cameron Payne           | Cavaliers de Cleveland    |
| 07/01/2019 | MarShon Brooks          | Guangdong Southern Tigers |
| 07/01/2019 | Michael Carter-Williams | Magic d'Orlando           |
| 01/02/2019 | Carmelo Anthony         |                           |

#### Non retenu après les camps d’entraînements
| Date       | Joueur             |
| ---------- | ------------------ |
| 13/10/2018 | Antonius Cleveland |
| 13/10/2018 | Kaiser Gates       |
| 13/10/2018 | JaKarr Sampson     |
| 13/10/2018 | Derrick Walton     |

## Joueurs "agents libres" à la fin de la saison
| Joueur                  | Fin de saison         |
| ----------------------- | --------------------- |
| Ryan Arcidiacono        | Agent libre restreint |
| Robin Lopez             | Agent libre           |
| Timothé Luwawu-Cabarrot | Agent libre           |
| Wayne Selden Jr.        | Agent libre restreint |